# لوتوس اوایا
لوتوس اوایا (به انگلیسی: Lotus Evija) یک خودروی اسپورت الکتریکی با تولید محدود است که توسط شرکت خودروسازی بریتانیایی لوتوس کارز ساخته می‌شود. این خودرو که در ژوئیهٔ ۲۰۱۹ رونمایی شد، اولین خودروی الکتریکی است که توسط این شرکت معرفی و تولید شده‌است. با اسم رمز "Type 130" و "Omega"، تولید آن به ۱۳۰ واحد محدود خواهد شد.
نمونه اولیه اوایا در نوامبر ۲۰۱۹ تحت آزمایش سرعت بالا قرار گرفت. ویدئویی در ۲۱ نوامبر ۲۰۱۹ قبل از اولین نمایش آن در اواخر همان روز در نمایشگاه خودرو گوانگژو منتشر شد. لوتوس گفت که در حال برنامه‌ریزی هزاران مایل آزمایش جاده‌ای بیشتر، در مدارهای اروپا و مسیر خود لوتوس در هثل، انگلستان است. از اوت ۲۰۲۰، قرار است تولید از اوایل تا اواسط سال ۲۰۲۱ آغاز شود.